# Neufahrn (Frisinga)
Neufahrn é um município da Alemanha, no distrito de Frisinga, na região administrativa de Oberbayern , estado de Baviera. Tem uma população por volta de 20.000 habitantes e está situada próxima ao rio Isar, 12 km ao sudoeste de Frisinga e 20 km a noroeste de Munique.
É uma das paradas da linha de trem Munique-Landshut-Ratisbona que é servida por trens de S1, indo de Munique a Frisinga.